# David C. Phillips
David Chilton Phillips, Baron Phillips of Ellesmere, (* 7. März 1924 in Ellesmere (Shropshire); † 23. Februar 1999 in London) war ein britischer Chemiker.

## Leben
Phillips war der Sohn eines Schneiders und Methodisten-Predigers. Er studierte Mathematik, Physik und Elektrotechnik am University College of South Wales and Monmouth, unterbrochen von seinem Dienst 1944 bis 1947 als Radaroffizier in der Royal Navy. Danach setzte er sein Studium an der Universität Cardiff fort, wo er bei Arthur J. C. Wilson promovierte mit Röntgenstrukturuntersuchungen. 1951 bis 1955 war er am National Research Council in Ottawa in Kanada und danach 1956 bis 1966 Forscher an der Royal Institution in London. 1968 wurde er Professor für molekulare Biophysik an der Universität Oxford, wo er bis zu seiner Emeritierung 1990 blieb. Ab 1979 war er dort Fullerian Professor of Physiology und 1966 bis 1990 Fellow des Corpus Christi College. Er starb 1999 an Krebs.
Er ist bekannt für Röntgenstrukturuntersuchung biologisch wichtiger Moleküle. Insbesondere klärte er 1965 den Aufbau und die antibakterielle Wirkung des Enzyms Lysozym auf. Das war die erste Röntgenstrukturbestimmung eines Enzyms. Er war aber auch schon an der ersten Aufklärung der Struktur eines Proteins mit Röntgenstrukturanalyse 1958 beteiligt, dem des Myoglobins, wofür John Cowdery Kendrew den Nobelpreis erhielt.
Er war seit 1967 Fellow der Royal Society, 1972 bis 1973 und 1976 bis 1983 deren Vizepräsident und 1976 bis 1983 deren Sekretär für Biologie. 1979 wurde er Knight Bachelor und 1989 KBE. 1994 erhielt er als Baron Phillips of Ellesmere, of Ellesmere in the County of Shropshire, die Würde eine Life Peers und wurde damit Mitglied des House of Lords, wo er dem Ausschuss für Wissenschaft und Technologie vorstand. In dieser Funktion soll er auch für die frühe Anbindung des britischen Parlaments an das World Wide Web verantwortlich gewesen sein. Er war außerdem seit 1968 Mitglied der American Academy of Arts and Sciences, seit 1985 der National Academy of Sciences und seit 1991 der Royal Society of Edinburgh. 1979 erhielt er den Prix Charles-Léopold Mayer, 1987 den Wolf-Preis in Chemie, 1991 den Gregori-Aminoff-Preis.
Er war seit 1960 mit Diana Hutchinson verheiratet, mit der er eine Tochter hatte.